# Casearia emarginata
Casearia emarginata là một loài thực vật có hoa trong họ Liễu. Loài này được C. Wright ex Griseb. mô tả khoa học đầu tiên năm 1866.